# Нойнкирхен (Нижняя Франкония)
Нойнкирхен (нем. Neunkirchen) — община в Германии, в земле Бавария.
Подчиняется административному округу Нижняя Франкония. Входит в состав района Мильтенберг и непосредственно подчиняется управлению административного сообщества Эрфталь.
Община подразделяется на 3 сельских округа.
По данным на 31 декабря 2015 года:
- территория — 1664,76 га;
- население — 1511 чел.;
- плотность населения — 90,76 чел./км²;
- землеобеспеченность с учётом внутренних вод — 11 017,60 м²/чел.

## Население
По оценке на 31 декабря 2015 года население общины Нойнкирхен составляет 1511 чел. 

| Дата      | 1840 | 1871 | 1900 | 1925 | 1939 | 1950 | 1961 | 1970 | 1987 | 2011 |
| --------- | ---- | ---- | ---- | ---- | ---- | ---- | ---- | ---- | ---- | ---- |
| Население | 1202 | 1177 | 1160 | 1176 | 1151 | 1563 | 1282 | 1261 | 1309 | 1553 |

| Год       | 1960 | 1970 | 1980 | 1990 | 2000 | 2009 | 2010 | 2011 | 2012 | 2013 | 2014 | 2015 |
| --------- | ---- | ---- | ---- | ---- | ---- | ---- | ---- | ---- | ---- | ---- | ---- | ---- |
| Население | 1279 | 1248 | 1277 | 1348 | 1557 | 1498 | 1499 | 1531 | 1529 | 1516 | 1530 | 1511 |